# Poromitra atlantica
Poromitra atlantica är en fiskart som först beskrevs av Norman, 1930.  Poromitra atlantica ingår i släktet Poromitra och familjen Melamphaidae. Inga underarter finns listade i Catalogue of Life.